# Giovanni Dupré
Pour les articles homonymes, voir Dupré.
Giovanni Dupré (Sienne, 1er mars 1817 - Fiesole, 10 janvier 1882) est un sculpteur italien néoclassique de l'Ottocento.

## Biographie
Giovanni Dupré est initié à la sculpture par son père sculpteur sur bois puis par une année à l'Istituto d'arte di Siena. Il part ensuite à Florence où il jouit de l'estime et de la protection de Lorenzo Bartolini.
Carlo Nicoli fut de ses élèves.

## Œuvres
- Monumento a Berta Moltke Withfield, San Lorenzo, Florence
- Tombe du physicien Ottaviano-Fabrizio Mossotti (1863) au Campo santo de Pise
- La statue de Giotto au piazzale des Offices, Florence
- Le triomphe de la Croix, bas-relief du tympan du portail principal et  Notre Dame des Sept Douleurs, sous la rosace de Santa Croce, Florence
- Statue du roi Victor Emmanuel II (1882) à Trapani
- Pietà (1867), chapelle  Bichi Ruspoli au  Cimitero della Misericordia de Sienne
- Buste de Pie II, église San Domenico, Sienne

### Dans les musées
- Galerie d'Art moderne (Florence) : Abele moribondo (1843) réplique en bronze de l'original en marbre conservé au Musée de l'Ermitage de Saint-Pétersbourg
- Galerie nationale d'art moderne, Rome
- Musée de l'Ermitage, Saint-Pétersbourg : Caïn et Abel moribond
- Museo dell'Opera Metropolitana del Duomo, Sienne
- Museo Giovanni Dupré, Fiesole
- Museo Michelangiolesco, Caprese Michelangelo
- Museo Nazionale di San Marco, Florence
- Palazzo Publico Sienne Statue de Luisa Mussini “non la destate”.